# 單崇
單崇（1581年—1644年），字景姚，號鄭窑，山東萊州府高密縣人，匠籍，明朝政治人物。

## 生平
單崇早年出身縣學生，以《詩經》中萬曆三十七年（1609年）舉人第三十一名，次年（1610年）會試中式第五十一名，聯捷三甲進士，獲授翼城知縣，任內有惠政，在官署題下：「以能保我黎民，方能保我子孫。」轉任戶部山西司郎中，四十七年督餉遼東，得熊廷弼重用，四十八年因母親逝世回鄉。
其後單崇不再出仕，在家鄉教育子侄，崇禎十七年（1644年）李自成任命的縣令孫偓玉來到，他和傅鍾秀上啟衡王朱由棷，與士民擒拿對方入獄；不久張輿攻陷城池，他和劉廷選、閔真、廩生張所性守城失敗，不屈服被殺，享年六十四，入祀鄉賢祠，清朝賜諡烈愍。

## 家族
曾祖單寶，祖父單舉，父親單永逸，母親張氏。從兄單明詡，己未進士。弟单㟶，號紫丘，万历四十六年（1618）戊午科举人。其长子单父堂，字君如，号东河，功贡。次子单父琴，字友鹤，号素庵，清顺治八年(1651)辛卯科乡试中举人，历任山东兖州府教授、翰林院典簿。五子单父驾，字子长，崇祯丙子、壬午两科副贡，顺治五年（1648）拔贡，考授通判。幼子單父麟，字玉绂，号西园，康熙六年（1667）进士。